# Гревия азиатская
Гре́вия азиа́тская, или фальза (лат. Grewia asiatica или Grewia subinaequalis) — плодовое дерево семейства Мальвовые.

## Описание
Фалса — маленькое листопадное дерево высотой до 4,5 м с зазубренными сердцевидными или овальными листьями, с беловатым расцветом на нижней стороне, до 20 см длиной и до 16,25 см шириной. Плоды круглые, диаметром 1,25—1,6 см. Кожица недозрелого плода — багрянисто-красная. При созревании она становится тёмно-фиолетовой, почти чёрной. Внутри плода содержится мягкая волокнистая зеленовато-белая мякоть, багрянисто-красная вблизи кожицы, с двумя крупными семенами. У перезревших плодов фалсы вся мякоть заливается багрянисто-красным цветом.

## Распространение
Фалса распространена повсюду в Индии и в странах Юго-Восточной Азии, как в диком виде, так и в культуре. Коммерческое разведение этого растения сосредоточено, в основном, в Пенджабе и вокруг Бомбея. Недавно она была интродуцирована на Филиппины. В странах американского континента фалса встречается довольно редко.

## Использование
Плоды фалсы съедобны в свежем виде. Они также используются в производстве безалкогольных напитков и сиропов. Недозрелые плоды применяются, как жаропонижающее и успокоительное средство.